# Шапел ле Луксеј
Шапел ле Луксеј (фр. Chapelle-lès-Luxeuil) насеље је и општина у источној Француској у региону Франш-Конте, у департману Горња Саона која припада префектури Лир.
По подацима из 2011. године у општини је живело 437 становника, а густина насељености је износила 56,83 становника/km². Општина се простире на површини од 7,69 km². Налази се на средњој надморској висини од 269 метара (максималној 310 m, а минималној 260 m).

## Демографија
| 1962. | 1968. | 1975. | 1982. | 1990. | 1999. | 2011. |
| ----- | ----- | ----- | ----- | ----- | ----- | ----- |
| 371   | 335   | 382   | 406   | 426   | 431   | 437   |

График промене броја становника у току последњих година